# جریان اگالس
جریان اِگالِس ، جریان ساحلی غربی در جنوب غربی اقیانوس هند است. جهت این جریان به سمت جنوب است و ساحل شرقی افریقا از °۲۷ جنوبی تا °۴۰ جنوبی را می پیماید. این جریان اقیانوسی باریک، سریع و قوی است و گاهی به عنوان قدرتمندترین جریان ساحلی غربی شناخته می شود.